# 船帆座HY
船帆座HY，又名CP-52 1607，HD 74560、SAO 236205、HR 3467，是船帆座的一颗恒星，视星等为4.86，位于銀經270.6，銀緯-6.66，其B1900.0坐标为赤經8h 39m 33.3s，赤緯-52° -6.66′ 17″。